# Niederhünigen
Niederhünigen est une commune suisse du canton de Berne, située dans l'arrondissement administratif de Berne-Mittelland.

## Personnalités
- Marcel Jenni, joueur de hockey